# Holger Osieck
Holger Osieck (født 31. august 1948) er en tidligere tysk fodboldspiller og træner.